# Milovan Kapor
Milovan Kapor (* 5. srpna 1991, Toronto, Ontario, Kanada) je kanadský fotbalový obránce srbského původu, který od léta 2015 působí v klubu FO ŽP ŠPORT Podbrezová. Jeho rodiče přišli do Kanady v 90. letech 20. století z Jugoslávie. Milovan vystudoval v USA vysokou školu, obor ekonomie.
Jeho oblíbeným hráčem je srbský stoper Nemanja Vidić, oblíbeným klubem anglický Manchester United FC.

## Klubová kariéra
Hrál s číslem 20 za univerzitní tým University of Maryland, Baltimore County (UMBC) v USA.
Na jaře 2014 odešel do Evropy do španělského týmu Cádiz CF z nižší ligy.
V létě 2014 absolvoval testy ve slovenském klubu FK Dukla Banská Bystrica, nicméně kvůli slabší fyzické kondici odešel hrát do třetiligového PFK Piešťany. V únoru 2015 se připojil k A-týmu Dukly.
V červenci 2015 po sestupu Dukly Banská Bystrica do 2. ligy přestoupil do prvoligového FO ŽP ŠPORT Podbrezová, dalšího klubu z Banskobystrického kraje.